# Pizonyx
Pizonyx és un subgènere de ratpenats vespertiliònids del gènere Myotis. Fou descrit com a gènere per Gerrit Smith Miller el 1906 i considerat monotípic fins al 1989, quan fou descrita l'espècie fòssil P. wheeleri, però el 1993 aquesta última fou traslladada al gènere Antrozous i Pizonyx es tornà a convertir en un tàxon monotípic. Tanmateix, el 2021 se'n descrigué una nova espècie, Myotis (Pizonyx) moratellii. Els representants d'aquest grup són oriünds de les Amèriques.